# J-Horror

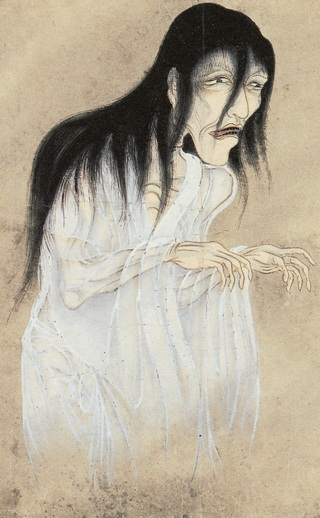
Iūrei (fantasma japonès) de Hyakkai-Zukan

J-Horror (de Japanese Horror) (que en català vol dir Terror Japonès) és un terme utilitzat per referir-se a les pel·lícules de terror japoneses. L'origen del J-Horror es remunta als relats clàssics i històries de fantasmes del Període Edo i l'Era Meiji, conegudes com a kaidan. Diversos elements d'aquests contes populars tradicionals han estat utilitzats al cinema.

## Concepte
El Japó és un lloc amb una extensa tradició de llegendes urbanes i fantasmes. El que fa més atractiu el cinema de terror japonès és la seva senzillesa: sempre compta amb una història original. A diferència de la majoria de produccions occidentals, el J-Horror tendeix a centrar-se en el terror psicològic i la tensió, amb la intervenció de fantasmes i follets baladrers.
Els fantasmes japonesos són en general dones vestides de blanc, amb el rostre cobert pel cabell creen desconcert sobre les característiques del seu rostre i causen por. Els japonesos usualment retraten als iūrei vestits amb roba de funeral amb pèl llarg i fosc. Originalment els iūrei es representaven en l'art i en el teatre com a persones normals, però el seu estil va canviar al segle xviii. Des de llavors, els fantasmes tenen aquesta aparença espectral. Per alguna raó, els iūrei normalment són personatges femenins.
Els iūrei tendeixen a turmentar a una persona en específic, o estar en un lloc específic. Ja que els iūrei tenen una raó en específic per la qual segueixen en aquest món, no ataquen a altres persones que no es relacionin amb ells.
Existeixen altres característiques que distingeixen a l'horror japonès:
- L'univers és governat per regles
- Aquestes regles estan més enllà de la comprensió humana
- La societat moderna no ofereix protecció dels esperits i fantasmes.
- Perseverança enfront de la destrucció imminent
- Escenaris amb aigua (als fantasmes se'ls associa amb l'aigua).[6]

## L'impacte de les pel·lícules de terror japoneses al món
Bàsicament, el Boom del cinema de terror japonès i asiàtic va començar amb Ringu, pel·lícula que dona inici al concepte J-Horror. Hideo Nakata, director de la pel·lícula Ringu de 1998 és qui principalment va fer propagació internacional de la maledicció de Sadako i del cinema de terror japonès. Ningú podia predir que aquesta adaptació cinematogràfica de la novel·la de Koji Suzuki sobre la cinta maleïda pogués arribar a aconseguir l'èxit i reconeixement que ha aconseguit a tot el món.
Nascut a Okayama, Japó, el 19 de juliol de 1961, Hideo Nakata s'ha convertit en un dels directors japonesos de major repercussió internacional i compte en la seva filmografia amb èxits com: The Ring (1998), The Ring 2 (1999), Ghost Actress (1996), Chaos (1999), un documental sobre Masaro Konuma sota el títol Sadistic and Masochistic (2000), Dark Water (2002) i Last Scene (2002). Ringu amb un pressupost de tan sol 1,4 milions de dòlars, va obtenir premis en festivals com el de Sitges i el de Brussel·les. Ringu va tenir el seu remake americà en el 2002.
Una altra cinta de terror molt coneguda a tot el món és Ju-on: The Grudge del director japonès Takashi Shimizu, estrenada en 2003. Està pel·lícula va ser reconeguda mundialment, arribant a molts països al voltant del món. La pel·lícula va ser estrenada al Japó el 25 de gener de 2003 i va donar peu a diverses seqüeles. El 2004, es va estrenar un remake nord-americà titulat The Grudge, dirigit per Takashi Shimizu i protagonitzada per Sarah Michelle Gellar i Jason Behr. La pel·lícula està basada en una llegenda sobre la típica casa embruixada japonesa. Es diu al Japó que quan algú mor en una pena o ràbia extrema, l'emoció roman i pot deixar una taca en el lloc on mor. La mort es converteix en una part d'aquest lloc, matant tot el que toca. Una vegada que et veu, ja mai et deixa fugir.

## J-Horror al cinema

### Pel·lícules de terror japoneses destacades
- Audition (Ôdishon) 1999
- Dark Water (Honogurai Mizu No Soko Kara) 2002. Versió en català: Aigua fosca
- Infection (Kansen) 2004
- Dj.-on: The Grudge, Dj.-on: The Grudge 2, 2002 i 2003
- Kairo 2001
- Una trucada perduda (Chakushin Ari), El pou (trucada perduda 2) i Chakushin Ari: Final 2003, 2005, 2006
- Terror encadenat 2004
- Premonició (Yogen) 2004
- Ring, Rasen, Ring 2 i Ring 0: Birthday 2000
- Terror etern (Rinne) 2005
- Espiral (Uzumaki) 2000

### Directors rellevants del gènere
- Hideo Nakata
- Kiyoshi Kurosawa
- Noroi Tsuruta
- Takashi Miike
- Takashi Shimizu